# Jacob Jongert
Jacob (Jac.) Jongert (Wormer, 22 juni 1883 – Reeuwijk, 9 november 1942) was een Nederlands graficus, grafisch ontwerper, illustrator, interieurontwerper, wandschilder, glazenier, kunstschilder, sierkunstenaar, reclameontwerper, docent aan academie, keramisch ontwerper, etser, tekenaar, lithograaf en boekbandontwerper. 

## Leven en werk
Jongert volgde zijn opleiding aan de Kunstnijverheidsschool Quellinus Amsterdam van 1899 tot 1902, een jaar 1902-03 aan de Rijksschool voor Kunstnijverheid in Amsterdam en vervolgens 1903-04 aan de Rijksakademie van beeldende kunsten ook in Amsterdam. Hij was een leerling van Richard Roland Holst. 
Van 1918 tot 1940 was hij hoofdleraar aan de afdeling Decoratieve kunsten en Kunstnijverheid van de Academie van Beeldende Kunsten en Technische Wetenschappen te Rotterdam.
Jongert was lid van de kring van beeldende kunstenaars R 33.
Hij was een veelzijdig kunstenaar die naast tekenen, ontwerper werd voor tapijten, behang, meubels, glas in lood en drukwerk. Van 1923 tot 1940 had hij de leiding over de reclameafdeling van Van Nelle in Rotterdam, waar hij de befaamde ontwerpen voor de verpakking van thee, koffie en tabak maakte.

## Afbeeldingen

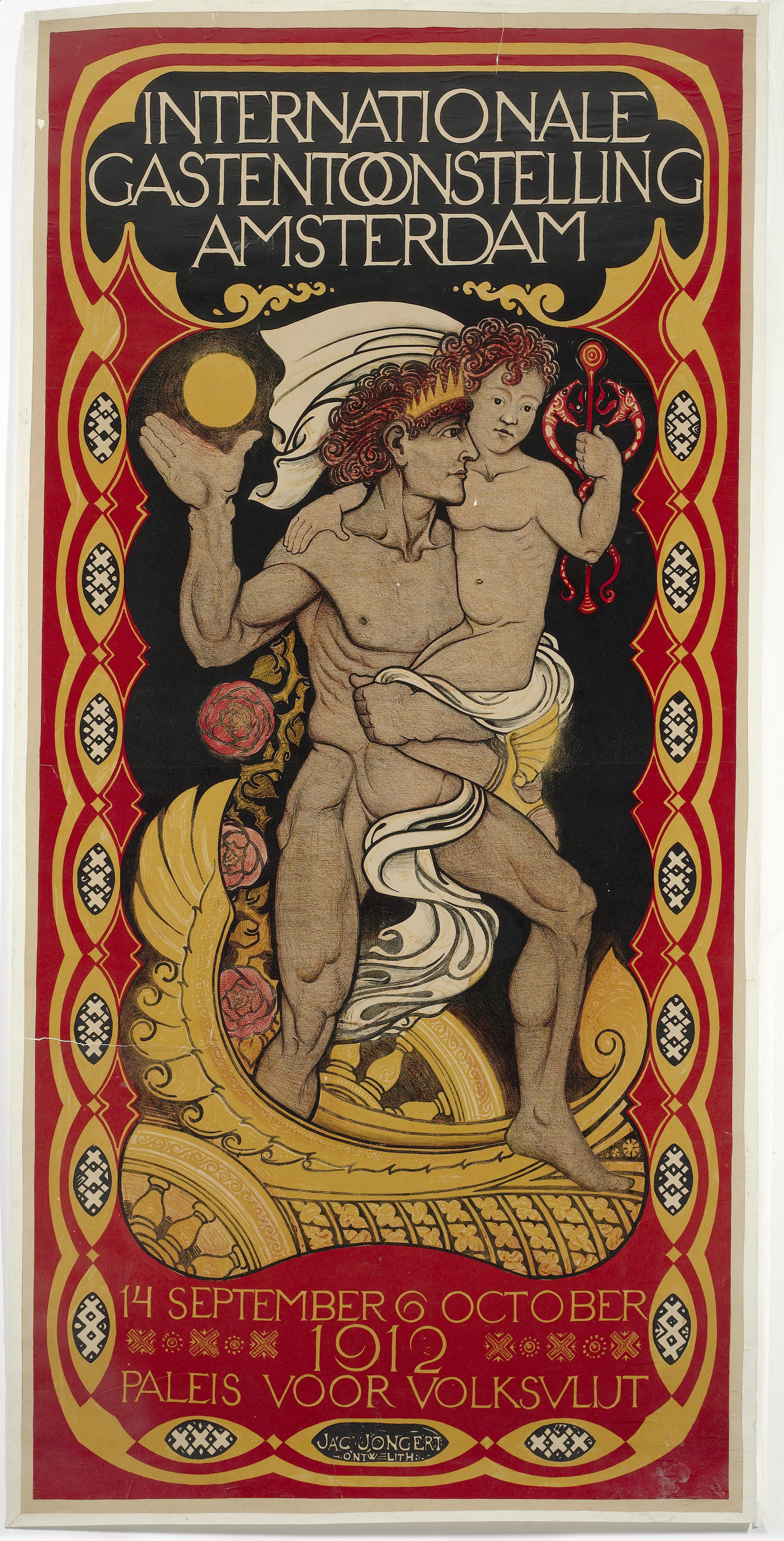
Affiche voor de Internationale Gastentoonstelling 1912
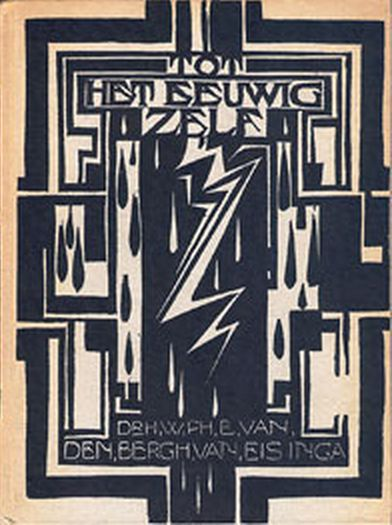
Boekomslag (1918)
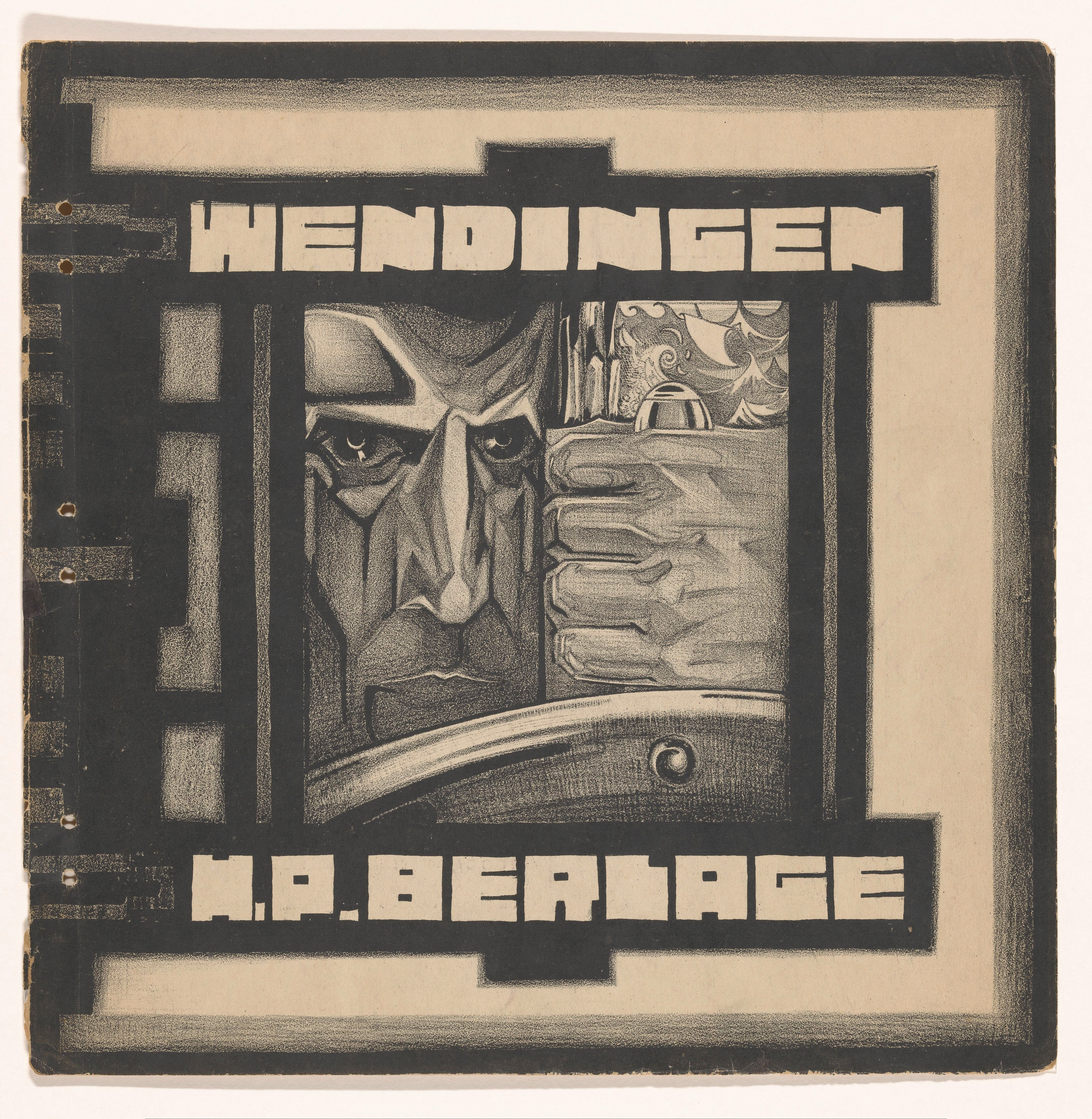
Omslag voor het tijdschrift Wendingen (1920)
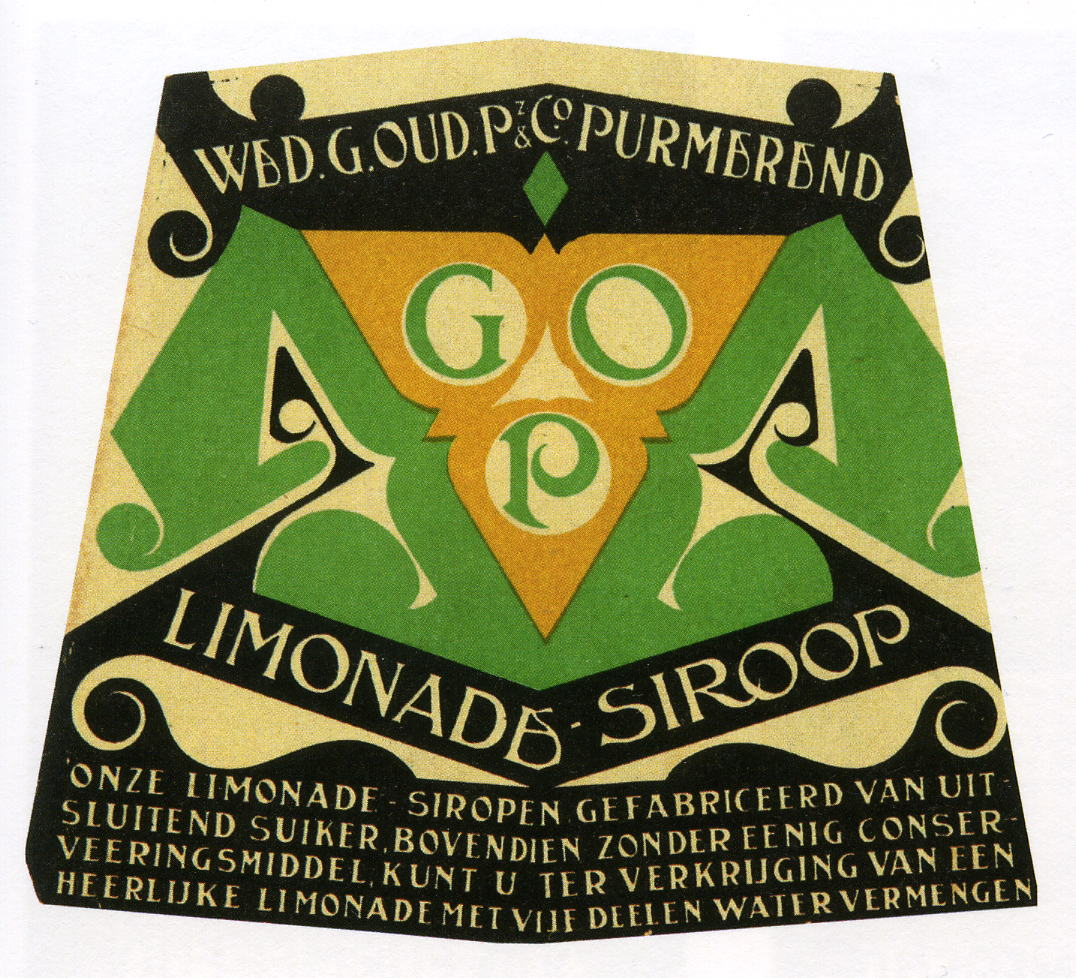
Limonade-etiket (ca. 1915-1925)
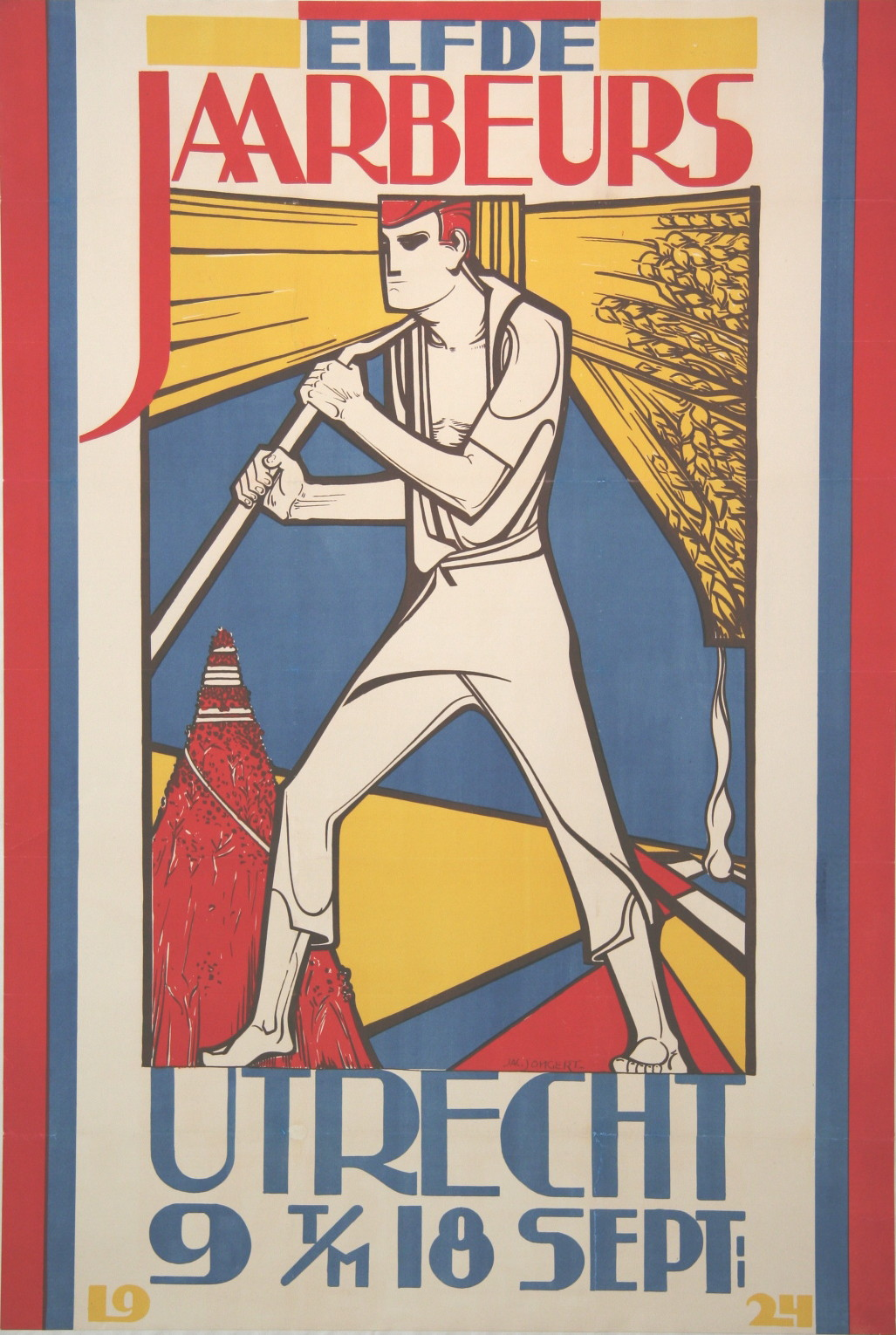
Affiche voor de Jaarbeurs Utrecht (1924)
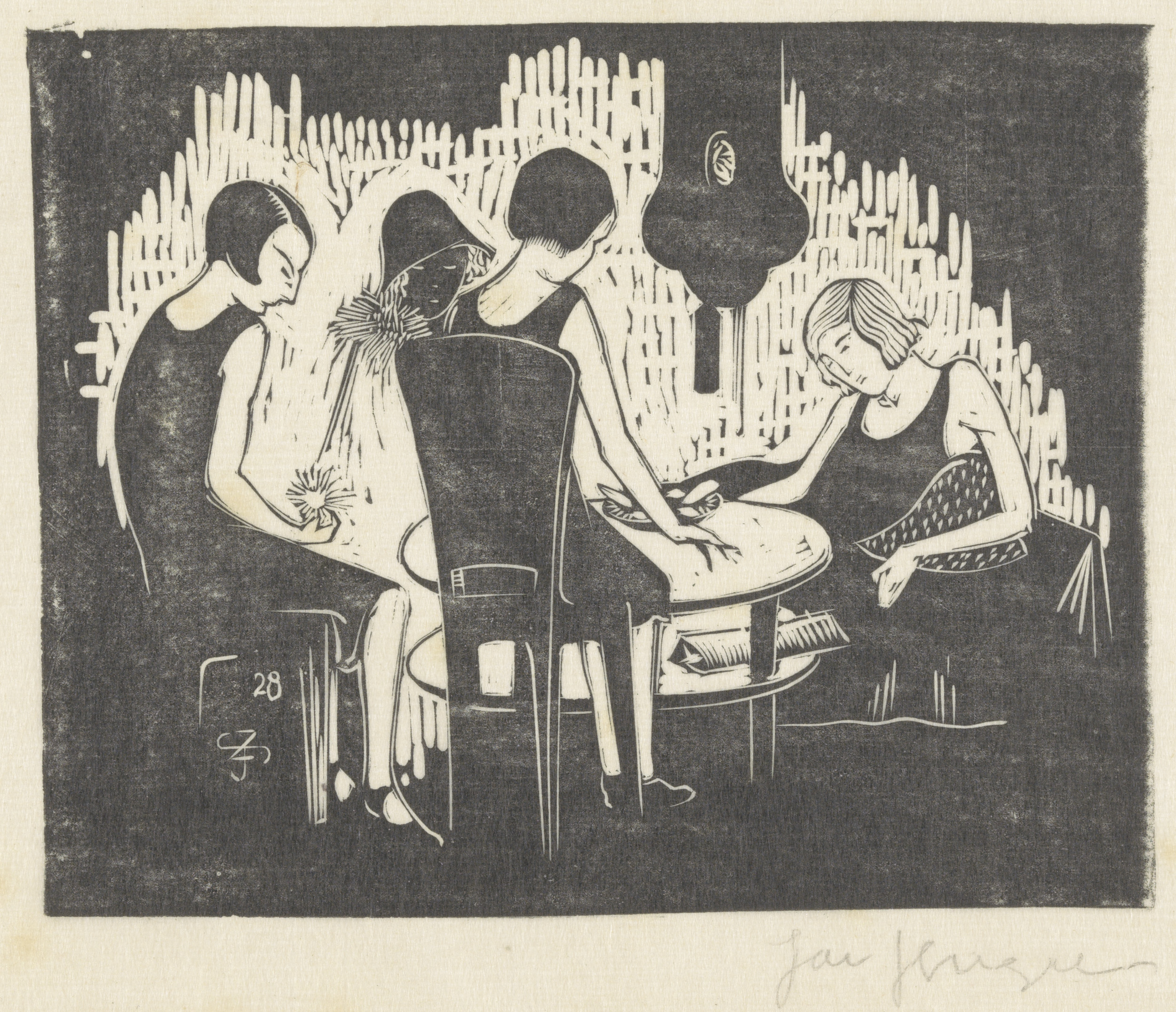
Houtsnede "Vier vrouwen zittend aan een tafel" (1928)
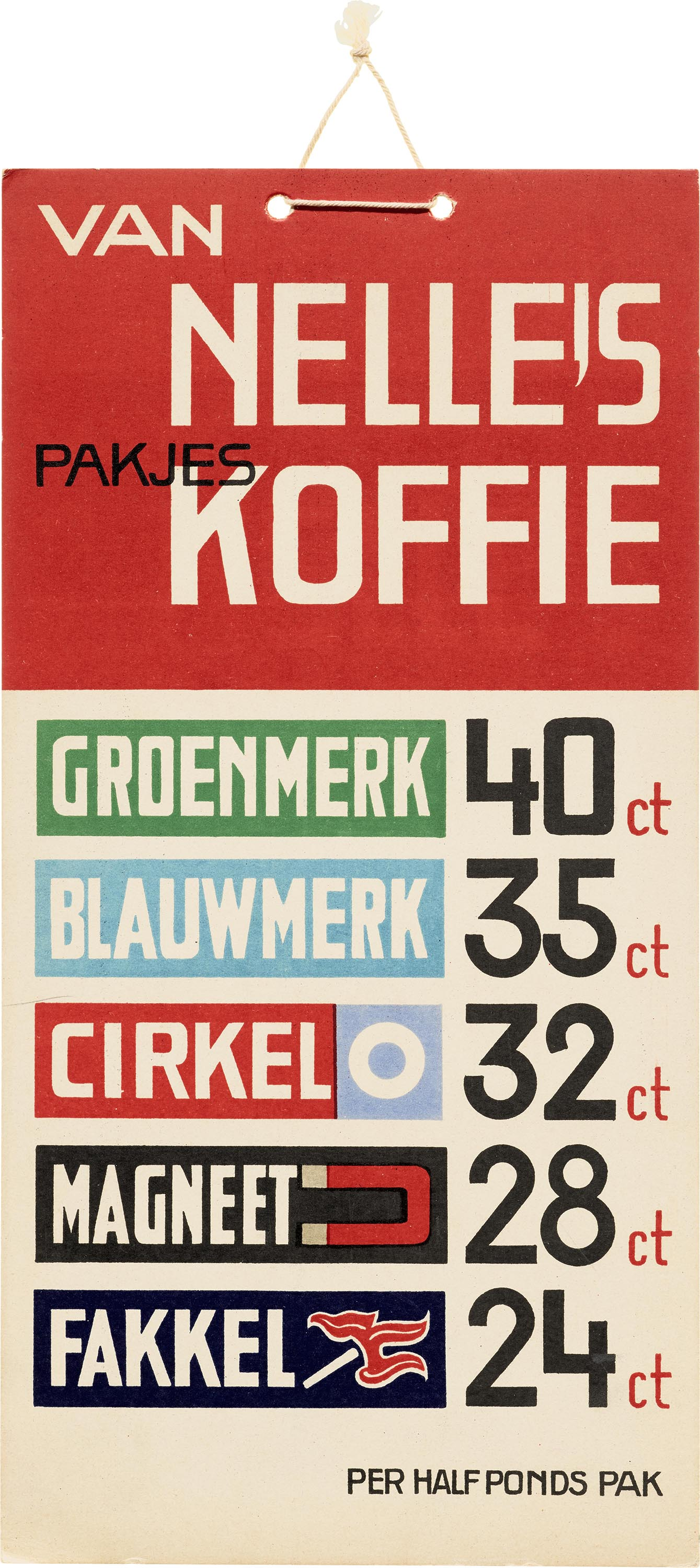
Reclame voor Van Nelle's koffie (ca. 1930)
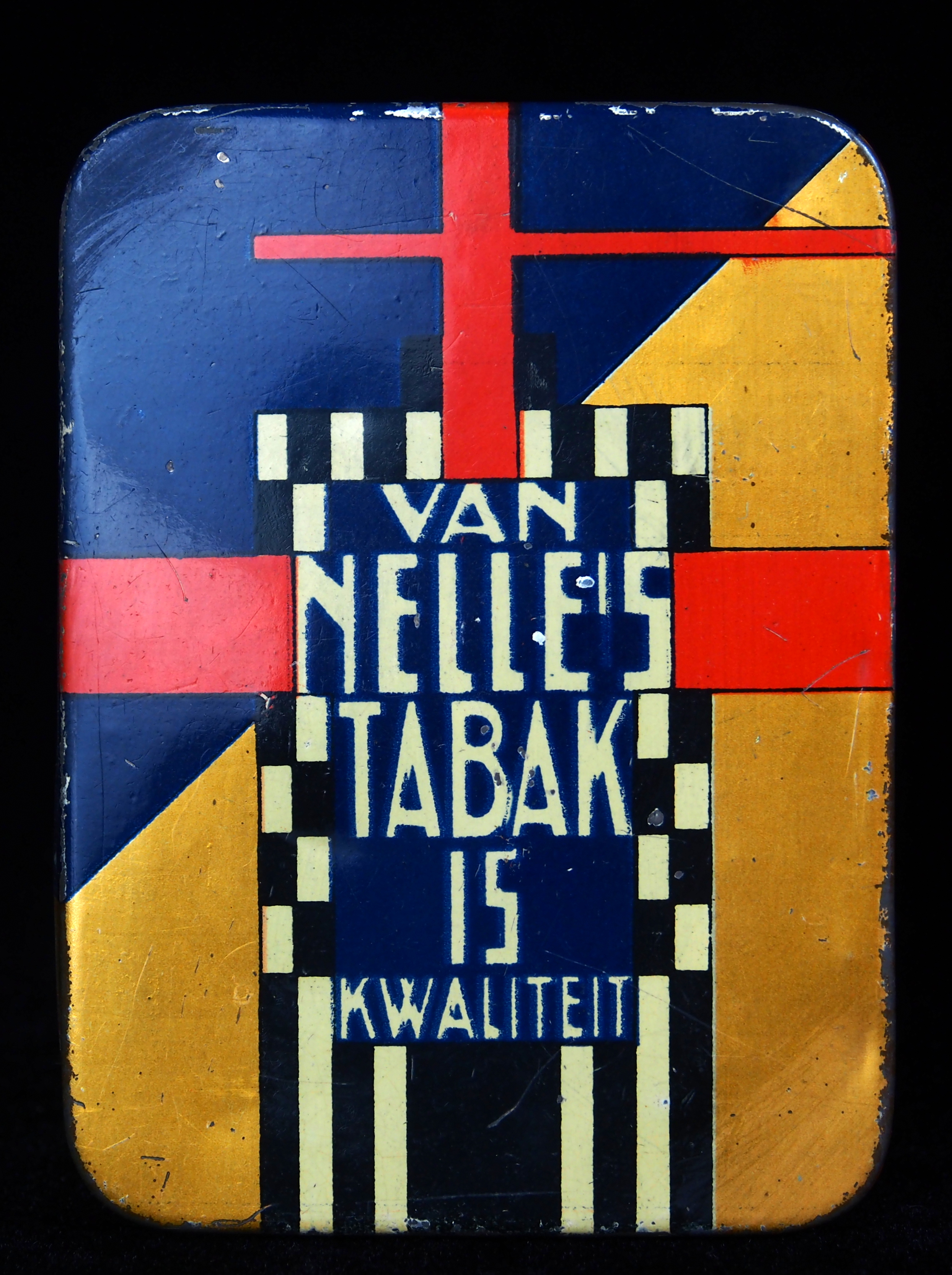
Van Nelle's Tabaksreclame (jaren 1930)